# إيفان نينتشفيتش
إيفان نينتشفيتش (بالكرواتية: Ivan Ninčević) مواليد 27 نوفمبر 1981 في زادار، هو لاعب كرة يد كرواتي يلعب كجناح أيسر. يلعب حاليا مع نادي بشكتاش لكرة اليد ويحمل الرقم 27. مثل منتخب كرواتيا لكرة اليد. شارك في دورة الألعاب الأولمبية الصيفية سنة 2012. حقق المركز الثاني في بطولة العالم لكرة اليد للرجال 2009.

## المسيرة الاحترافية
لعب مع زادار من سنة 1998 إلى 2000، ثم لعب مع زادار في موسم 2009-2010، ثم لعب مع نادي فوكس برلين لكرة اليد في الدوري الألماني من سنة 2010 إلى 2013، ثم لعب مع نادي بشكتاش في سنة 2014.

## سجل المنافسة
شارك في البطولات التالية:
- بطولة العالم لكرة اليد للرجال 2015
- بطولة أوروبا لكرة اليد للرجال 2012
- بطولة أوروبا لكرة اليد للرجال 2014
- الألعاب الأولمبية الصيفية 2012

## الإنجازات
- الدوري الكرواتي لكرة اليد (5): 2000-01، 2001–02، 2002–03، 2003–04، 2004–05
- كأس أبطال الكؤوس الأوروبية لكرة اليد الوصافة (1): 2005

## روابط خارجية
- إيفان نينتشفيتش على موقع الاتحاد الأوروبي لكرة اليد (الإنجليزية)
- إيفان نينتشفيتش على موقع أوليمبيديا (الإنجليزية)